# L'eterno femminino (film 1924)
L'eterno femminino (The Fast Set) è un film muto del 1924 diretto da William C. deMille. La sceneggiatura di Clara Beranger si basa sul lavoro teatrale Spring Cleaning di Frederick Lonsdale, andato in scena a Broadway con buon successo all'Eltinge 42nd Street Theatre. La commedia restò in cartellone dal 9 novembre 1923 al giugno 1924 per un totale di 251 recite.

## Trama
Il romanziere Richard Sones ama passare il tempo in mezzo ai libri e in compagnia dei suoi amici intellettuali. La moglie Margaret, al contrario - donna moderna in piena sintonia con l'età  del jazz - si sente trascurata dal marito. Chi ne vuole approfittare, è Ernest Steele, fascinoso seduttore che, nel suo carnet, conta molte mogli insoddisfatte. Richard, rendendosi conto del pericolo che sta correndo, cerca di correre ai ripari chiedendo a Mona di accompagnarlo a uno dei ricevimenti di Margaret. Quest'ultima decide di divorziare dal marito. Ma Steele, colto dal timore - se Margaret otterrà il divorzio - di poter perdere la libertà, farà di tutto per riconciliare i due coniugi.

## Produzione
Il film fu prodotto dalla Famous Players-Lasky Corporation

## Distribuzione
Il copyright del film, richiesto dalla Famous Players-Lasky Corp., fu registrato il 22 ottobre 1924  con il numero LP20699.
Distribuito dalla Paramount Pictures, il film uscì nelle sale statunitensi il 20 ottobre 1924. Il 17 maggio 1926 fu distribuito anche in Finlandia.
Non si conoscono copie ancora esistenti della pellicola che viene considerata presumibilmente perduta.